# 13653 Priscus
13653 Priscus eller 1997 CT16 är en asteroid i huvudbältet som upptäcktes den 9 februari 1997 av den italienske astronomen Vincenzo Silvano Casulli vid Colleverde-observatoriet. Den är uppkallad efter Tarquinius Priscus.
Asteroiden har en diameter på ungefär 2 kilometer.